# 1791 en musique classique
| \| • Retour à la chronologie générale de la musique classique • \| |
| Grèce • Rome • Haut Moyen Âge • VIIIe siècle • IXe siècle • Xe siècle • XIe siècle XIIe siècle • XIIIe siècle • XIVe siècle • XVe siècle • XVIe siècle • XVIIe siècle XVIIIe siècle • XIXe siècle • XXe siècle • XXIe siècle |
| • Retour à la chronologie générale de la musique classique • |

| Années en musique classique : 1788 - 1789 - 1790 - 1791 - 1792 - 1793 - 1794    |
| Décennies en musique classique : 1760 - 1770 - 1780 - 1790 - 1800 - 1810 - 1820 |

## Évènements
- 15 février : Cora, opéra d'Étienne Nicolas Méhul, créé à Paris.
- 3 mars :  la Fantaisie en fa mineur pour orgue mécanique, K. 608 est composée par Mozart.
- 4 mars :  27e concerto pour piano de Mozart, créé à Vienne.
- Mars-avril : série des concerts Salomon à Londres, au cours desquels Joseph Haydn crée ses 92e et 96e symphonies.
- 9 avril : Guillaume Tell, drame lyrique d'André Grétry, créé à la Comédie-Italienne (Paris).
- 12 avril : Quintette à cordes no 6 en mi bémol majeur K. 614, de Mozart.
- 4 mai : Andante en fa majeur pour un petit orgue mécanique, K. 616, de Mozart.
- 18 juin : Ave verum corpus K. 618, terminé par Mozart à Baden.
- 18 juillet : Lodoïska, opéra de Luigi Cherubini, créé  à Paris.
- 6 septembre : La Clémence de Titus, opera seria de Mozart, commandé pour les fêtes du couronnement à Prague et créé au Stavovské divadlo à Prague.
- 30 septembre : Le singspiel La Flûte enchantée du compositeur autrichien Wolfgang Amadeus Mozart, écrit en allemand sur un livret de Emanuel Schikaneder est représenté pour la première fois à Vienne et connaît un succès considérable.
- 16 octobre : le Concerto pour clarinette de Mozart, créé par Anton Stadler à Prague.
- 18 novembre : la cantate maçonnique Laut verkünde unsre Freude de Mozart est créée à Vienne  sous la direction du compositeur.
- Voyages de Haydn en Grande-Bretagne, en 1791-1792 et 1794-1795 (symphonies londoniennes).
- Symphonie en sol majeur "La Festa della Pace" de Franz Anton Hoffmeister.

## Naissances

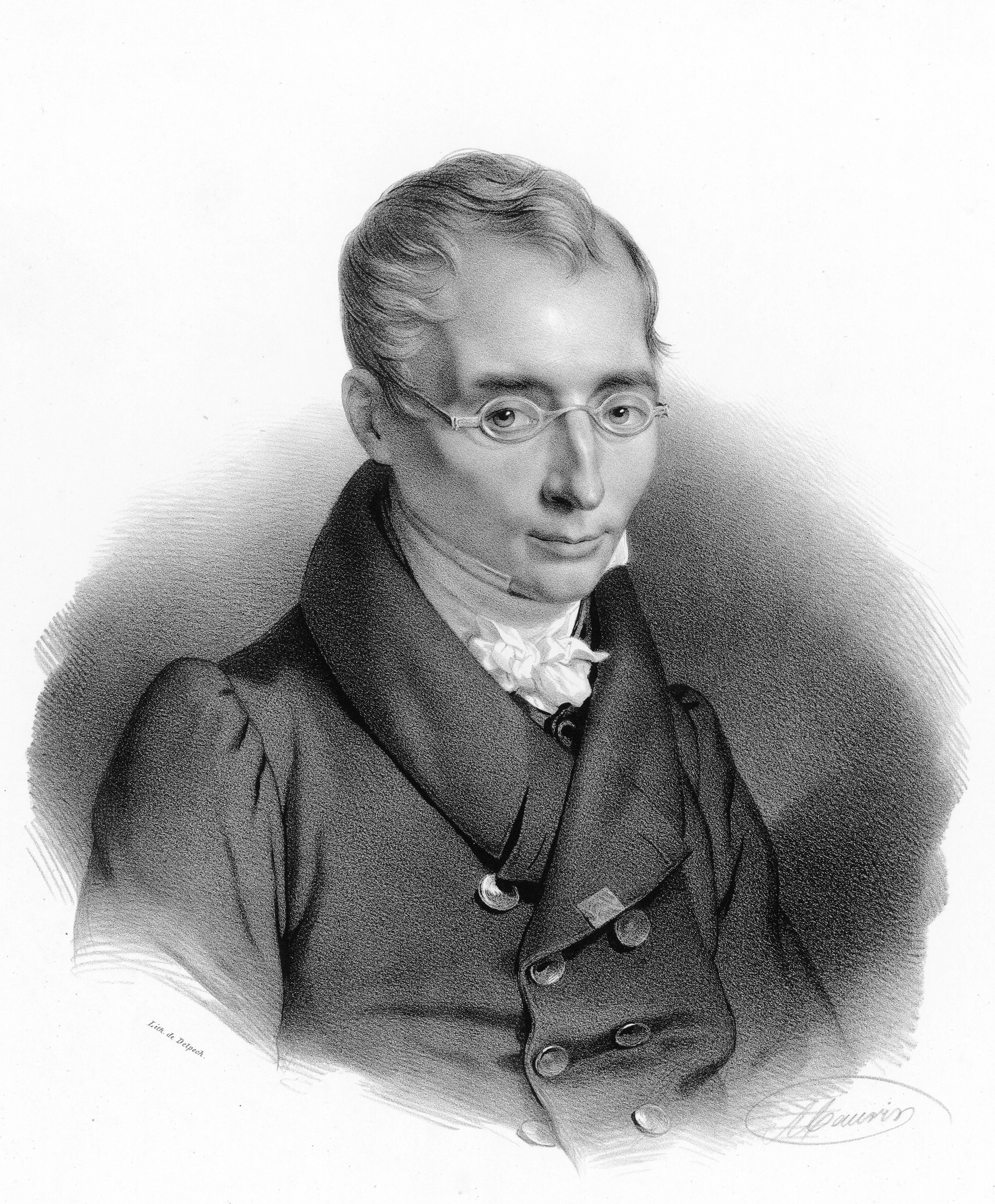
Ferdinand Herold

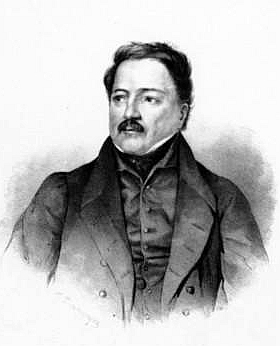
Pierre-Joseph Meifred

- 21 janvier : Padre Davide da Bergamo, organiste et compositeur italien († 24 juillet 1863).
- 28 janvier : Ferdinand Herold, compositeur français († 19 janvier 1833).
- 20 février : 
  - Carl Czerny, compositeur et pianiste autrichien († 15 juillet 1857).
  - Nicola Antonio Manfroce, compositeur italien († 9 juillet 1813).
- 9 mars : Nicolas-Prosper Levasseur, basse française († 7 décembre 1871).
- 28 mars : Johann Reuchsel, chef d'orchestre, organiste et compositeur allemand († 15 mars 1871).
- 11 mai : Jan Václav Hugo Voříšek, compositeur et pianiste tchèque († 19 novembre 1825).
- 26 juillet : 
  - Francisco José Debali,  (Debály Ferenc József) compositeur hongrois  - († 13 janvier 1859)
  - Franz Xaver Wolfgang Mozart, fils de W.A. Mozart et pianiste autrichien († 29 juillet 1844).
- 5 septembre : Giacomo Meyerbeer, compositeur franco-allemand († 2 mai 1864).
- 22 novembre : Pierre-Joseph Meifred, corniste, inventeur du cor à pistons († 29 août 1867).
- 27 novembre : Carlo Evasio Soliva, compositeur helvéto-italien († 20 décembre 1853).

## Décès

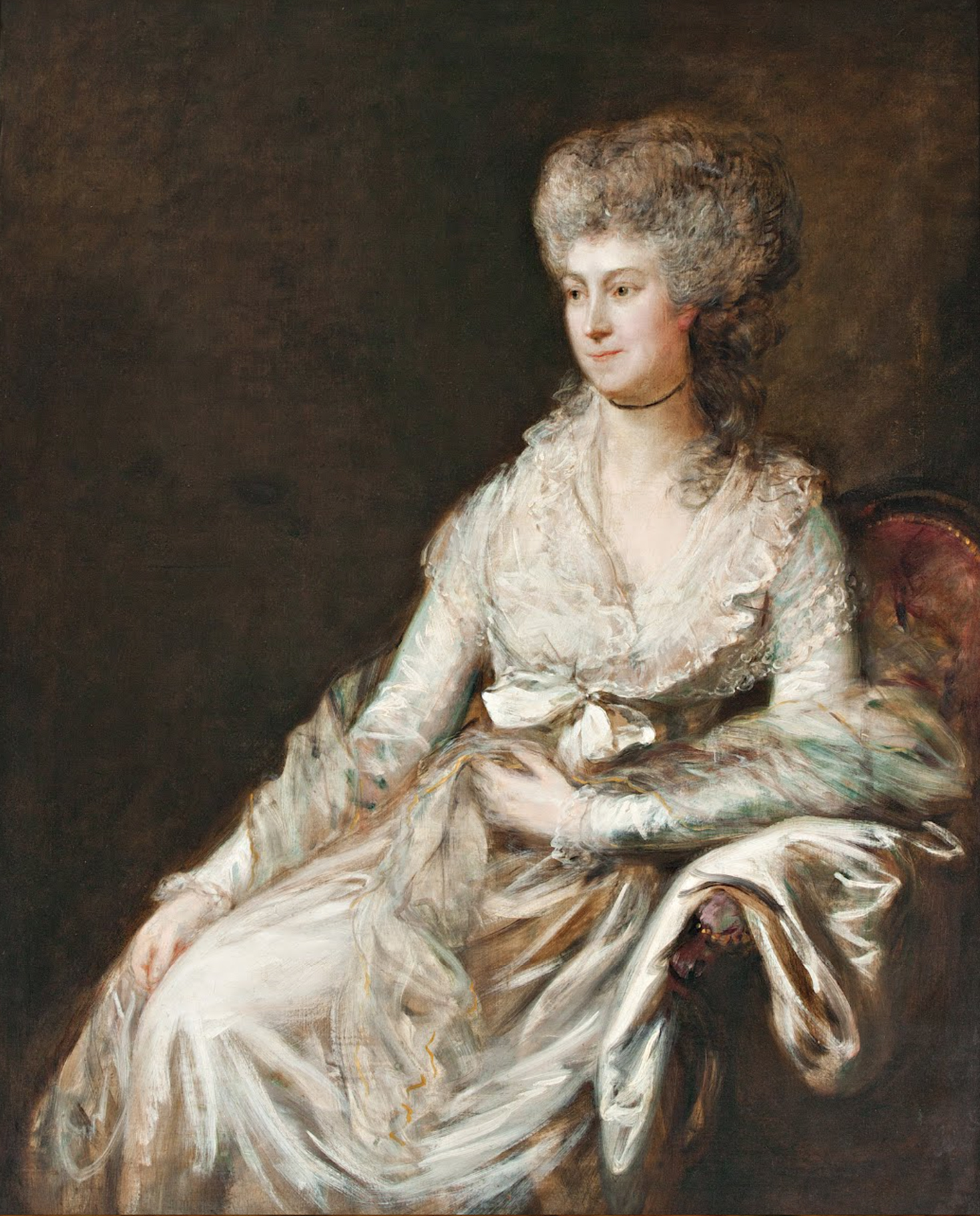
Franziska Danzi

- 24 mars : Charles Ernest baron de Bagge, mécène, collectionneur d'instruments, compositeur, violoniste amateur (° 14 février 1722).
- 14 mai : Franziska Danzi, soprano et compositrice allemande (° 24 mars 1756).
- 25 août : Pier Domenico Paradies, compositeur italien (° 1707).
- 2 septembre : Franz Koczwara, altiste, contrebassiste et compositeur tchécoslovaque (° 1740).
- 25 octobre : Giovanni Battista Ferrandini, compositeur italien (° 12 octobre 1709).
- 27 octobre : Antonio Abadía, maître de chapelle espagnol.
- 5 décembre : Wolfgang Amadeus Mozart, compositeur autrichien (° 27 janvier 1756).

Date indéterminée
- Johann August Just, professeur de musique, virtuose du clavier, violoniste et compositeur (° vers 1750).
- Josep Fàbrega, compositeur espagnol de la période classique